# Hafen von Brüssel
Der Hafen von Brüssel ist ein Binnenhafen in Brüssel, der Hauptstadt Belgiens. Der Hafen ist über den Kanal Zeekanaal Brussel-Schelde (dt. Meereskanal Brüssel-Schelde) mit der Schelde und damit mit dem Hafen von Antwerpen und der Nordsee verbunden. Über den Canal Charleroi-Bruxelles (dt. Kanal Charleroi-Brüssel) ist er auch mit der Wallonie verbunden. 
Im Hafen werden 7,5 Millionen Tonnen (2005) weitestgehend Baumaterialien (49 %), Brennstoffe (30 %) und Agrarprodukte (14 %) umgeschlagen. 52 % des Umschlags geschehen mit den Niederlanden, 28 % mit Belgien und 13 % mit Deutschland. Der Hafen ist für Schiffe bis 4500 Tonnen und für Lastkähne bis 9000 Tonnen zugänglich. Der Hafen erstreckt sich auf einem Gelände von 64 ha.

## Geschichte
Der Hafen von Brüssel entstand am 1. Juni 1993 aus der Vorgängerorganisation N.V. Zeekanaal nachdem Belgien die Obrigkeit über die Häfen an die Regionen übertragen hat. Diese neue Eigenständigkeit sorgte für eine neue Dynamik und steigende Resultate. Von 1974 bis 1993 ging der Umschlag von 14,4 Millionen Tonnen auf weniger als ein Drittel zurück. Von 1993 bis 2004 hat der Umschlag wieder mit 60 % zugenommen.